# 西方戰線 (第一次世界大戰)

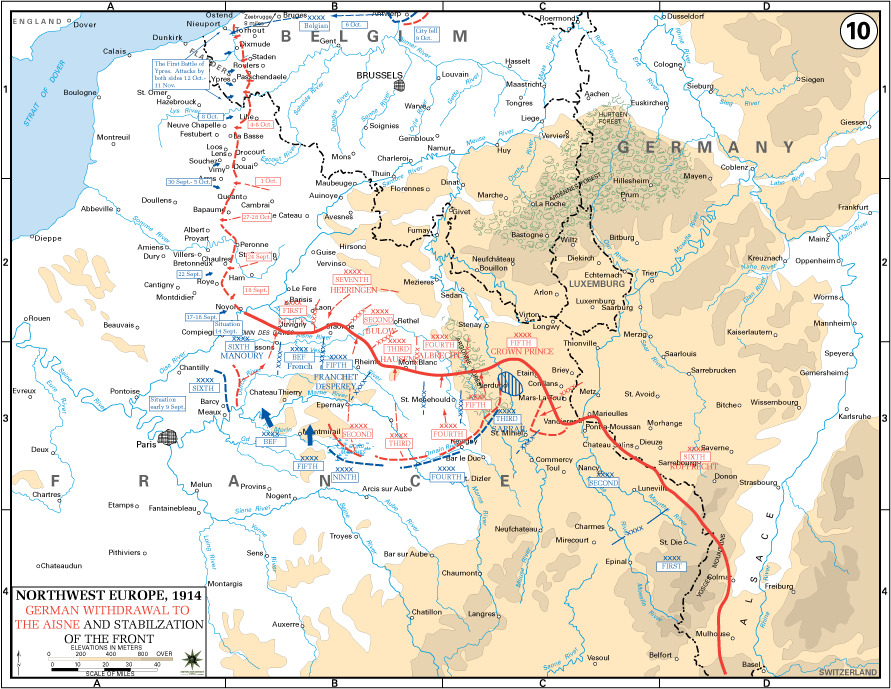
1914年西線「奔向大海」後的局勢

第一次世界大戰的西方戰線是指1914年戰爭爆發後，德國入侵比利時與盧森堡後所開闢的戰區，前者迅速佔領了法國大片的重要工業地區，但戰爭形勢因為馬恩河戰役而有了戲劇性地改變，雙方沿著法國邊境自北海至瑞士挖了一連串的壕溝實行陣地戰，整條戰線在戰爭大部分時間都未有明顯的變動。在1915年至1917年期間，雙方沿著此戰線發動了一些大型攻勢，其以大規模火砲的砲擊與步兵進行攻擊，然而在結合壕溝、機槍巢、鐵絲網和火砲的防禦工事下造成進攻方巨大的人員傷亡，而防禦者則發動反攻；因此，雙方的進攻皆無明顯的成果。為了打破僵局，雙方研發了新型的軍事科技與戰術，包括毒氣、噴火器、飛機和坦克等新型兵器陸續投入使用，但僅讓戰線有了小幅的改變。
儘管此戰區大部分時間處於停滯狀態，卻被證明對於戰爭的結果具有決定性，協約國軍隊於1918年時已擁有同盟國無法阻擋的軍事力量，而該年春季德軍最後的攻勢以失敗告終，以法國為首的協約國聯軍隨後發起反攻，迫使德國政府被迫簽署停戰協議，導致第一次世界大戰結束。

## 1914年—德軍入侵比利時與法國
在戰爭爆發之初，德軍施行總參謀長小毛奇制定之戰略計劃，欲以7個軍團迅速通過中立的盧森堡和比利時以攻擊法國、並轉向南方將後者部隊包圍於德國邊界加以殲滅。然而，英國為保全其領土的安全，極力保有比利時的中立地位，並在1839年的《倫敦條約》中就曾給予過保證，因此德軍入侵的行動也令英國加入了戰爭。1914年8月4日由德國亞歷山大·馮·克魯克和卡爾·馮·畢洛（Karl von Bülow）將軍所率領的軍團對比利時發動攻擊，盧森堡也在毫無抵抗的情況下於8月2日被佔領，西線戰線正式開始。第一場於比利時境內展開的戰鬥為8月5日至16日的「列日戰役」，該地建有良好的防禦工事，其抵抗能力令畢洛感到吃驚，但德軍的重型火砲仍在短短幾天內將幾個關鍵點的要塞化為廢墟。列日陷落後，大部分的比利時軍撤往安特衛普與那慕爾。雖然德軍繞過了安特衛普不浪費兵力去奪取，但其仍為前者側翼的一大威脅。而那慕爾則在8月20日被德軍所攻擊，並於23日被攻下。
協約國方面，法國已將5個軍團的兵力佈署於其邊境。戰前法軍擬定了《第十七號計劃》，打算在敵對行動開始之際即收回阿爾薩斯-洛林兩省。8月7日，法軍第7軍發動對阿爾薩斯的進攻，並以米卢斯和科尔马兩城為目標；而牽制攻勢則在8月14日以法軍第1和第2軍團對洛林的薩瑞柏格-莫漢吉兩地發動攻擊。德軍為施行《施里芬計畫》，其撤退行動十分緩慢，并对法軍造成重大傷亡。法軍以第3和第4軍團對萨尔河發動主力攻勢，企圖佔領薩瑞柏格、攻擊布里埃與納夫夏托（Neufchateau），以擊垮德軍中央，但被擊退。法軍第7軍雖在無抵抗的情況下於8月7日佔領了米卢斯，但德軍後備部隊在米盧斯戰役中奪回該地，並迫使法軍撤退。
德軍在通過比利時沿路對平民犯下許多戰爭罪行，其中尤其知名的是「比利時強暴案」，國際上將德軍斥為「野蠻人」、「匈奴人」等稱呼。在穿越比利時、盧森堡與阿登後，德軍的攻勢已進入8月下旬，進入北法後，德軍遭遇了由約瑟夫·霞飛指揮的法軍和由約翰·弗倫奇指揮的英國遠征軍（由6個師組成），進行了「邊境戰役」，其中兩場關鍵戰鬥為「沙勒羅瓦戰役」和「蒙斯戰役」，前者法軍第5軍團幾乎摧毀了德國第2和第3軍團，後者的戰鬥還阻滯了德軍攻勢一天。一名聯軍將領下令撤退，導致爆發了諸如「勒卡托戰役」、「莫伯日戰役」和「聖昆丁戰役」等激烈戰鬥。
德軍已挺進到距巴黎僅70公里的地方，但因為在「第一次馬恩河戰役」中，法英兩軍對德軍第1與第2軍團間暴露出的空隙猛烈攻擊，迫使其撤軍，終止了德軍《施里芬計畫》的對法攻勢。德軍一路退到埃纳河以北，並在該處深挖壕溝進行防守，形成往後西線將維持3年的陣地戰形式。德軍嘗試突破但再度受挫，在雙方持續試著從側翼包圍對方的「奔向大海」作戰中，彼此壕溝挖的範圍迅速擴大，從北海一路延伸到瑞士邊境。最終，德軍佔領了法國64％的生鐵、24％鋼鐵和40％煤的生產區，雖然大大重創了後者的工業力量，但仍並未崩潰。
協約國方面則變成由聯軍的各個國家負責一部份的防守地段，自海峽北部往南分別為比利時、英國和法國所擔負其防務。在10月的「艾泽尔河战役」後，比利時軍控制了法蘭德斯從海岸沿著艾泽尔河和伊珀尔运河、從尼乌波特至布津厄長達35公里的地區。駐紮於其南部的則為英國遠征軍。在這裡10月19日至11月22日，德軍發動1914年最後的攻擊—「第一次伊珀爾戰役」嘗試打破僵局，但受到大量損失後雙方都未有突破。到了聖誕節，英國遠征軍的防區變成從拉巴西運河（La Bassée Canal）到索姆河域的聖羅伊以南形成的連續防線。其餘一直延伸到南方瑞士的防線則交由法軍防守。

## 1915年—僵局
西線戰況變成從海峽到孚日、由一連串的壕溝形成的突出部，此處以貢比涅附近、位於突出部尖端位置且被德軍佔領的法國城市—努瓦永而被命名為「努瓦永突出部」。卓福瑞計畫在1915年對突出部的兩翼進行攻擊，將其切斷，英軍自北部的阿圖瓦向東攻擊，法軍則從香檳夾擊。
3月10日阿圖瓦地區開始了大攻勢的初期攻擊，英軍與加拿大陸軍對涅爾弗夏培爾一地發動攻擊，意圖佔領奧貝爾嶺（Aubers Ridge）。這次攻擊由4個師沿著3公里的正面進攻，並在進攻前發動長達35分鐘的集中砲擊。起初挺進速度極快，在4小時內即佔領一座村莊。然而，英軍攻勢因為後勤和通信速度跟不上而逐漸放緩，而德軍調用後備軍開始反擊，以阻止前者奪取該嶺。儘管初期聯軍的攻擊十分順利，英軍卻已用光儲存彈藥總量的33%，約翰·弗倫奇因此將攻勢的失敗怪罪於彈藥的不足。

### 毒氣戰
儘管德軍計畫維持對英法的戰略僵局，其將領仍計畫了對比利時小鎮伊珀爾的進攻，該鎮在1914年11月第一次伊珀爾戰役後被英軍所佔領。這場「第二次伊珀爾戰役」的目標是為了轉移東線主攻勢，以擾亂英法兩軍的佈署，同時也測試新武器：第二次大規模使用化學武器（伊珀爾斯常被誤認為是第一次大規模使用化學武器的戰區，但實際上應是在東線的波立茅（Bolimow））4月22日經過兩天的砲擊後，德軍將168噸的氯氣散佈到戰場上，其比空氣重、慢慢擴散並穿過無人帶、累積到英軍戰壕內。這些綠黃氣體令守軍窒息，英軍也因此向後方倉皇地逃離，形成聯軍防線上寬達6公里的間隙。然而德軍並未預料到新武器如此地成功，沒有足夠的預備隊和裝備來利用防線上的缺口，不久就被增援的加拿大軍所擊退。
化學攻擊接著再持續了兩天，儘管造成英法防線的退後5公里，但德軍已失去良機。這種攻擊的成功因為聯軍採用了防毒面具和其他對策而不再會發生，舉例來說隔年4月27日位於伊珀爾以南40公里的胡路奇戰鬥中，英軍第16師部隊已被證明可在德軍毒氣攻擊下進行抵抗。

### 空中戰爭
同年飛機的性能也已達到可進行空戰的程度。當時雙方已在戰場上使用飛機來進行偵查，而到了4月1日法軍飛行員罗兰·加洛斯成為第一位以飛機螺旋槳前的機槍擊落敵機的人員，同時他也將螺旋槳加上鋼片保護，令敵機子彈與其接觸後被彈開。
幾星期後，加洛斯被迫降落到德軍後方戰線。他的飛機被繳獲，並送至荷蘭籍航空工程師安東尼·福克手中，該人很快地以其發明了射击断续器，使螺旋槳與機槍同步，讓機槍子彈可在前者空隙處連續射出，而不損傷到螺旋槳。這個發明很快就被投入使用，結合該裝置的福克 E.I（「單翼機」（Eindecker）之意）成為世上第一款單座戰鬥機，戰鬥時擁有頗快的速度和效率良好的武裝，德國飛行員馬克斯·殷麥曼（Max Immelmann）就於8月1日首次以該機擊落敵機。

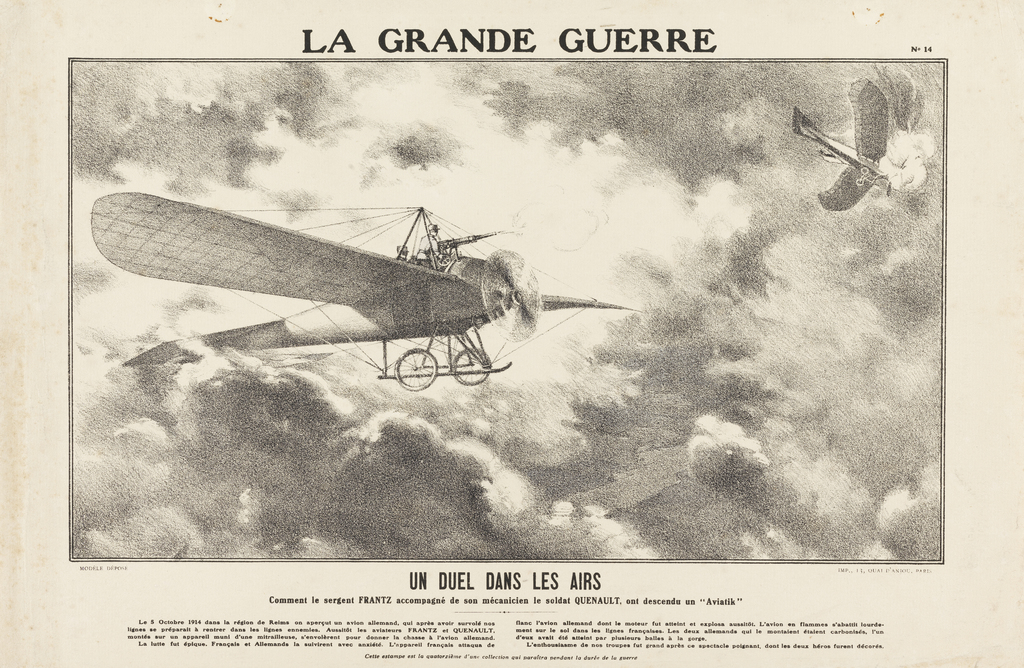
1914年10月5日空戰發生於法國蘭斯，為歷史上的第一次空戰

這使得軍備競賽再度開始，雙方積極發展更進步的武器、引擎和機身，一直持續到戰爭結束。空中戰爭也產生了對於擊落敵機數量較多的「王牌飛行員」的崇拜，其中最有名的一位飛行員為曼弗雷德·冯·里希特霍芬，外號「紅男爵」。然而，相較於王牌飛行員的傳奇神話，事實上地面上的防空火力遠比戰鬥機造成更多的飛行員陣亡。5月31日，伦敦首次遭遇空袭，德国齐柏林飞艇投下炸弹。

### 協約國的持續進攻

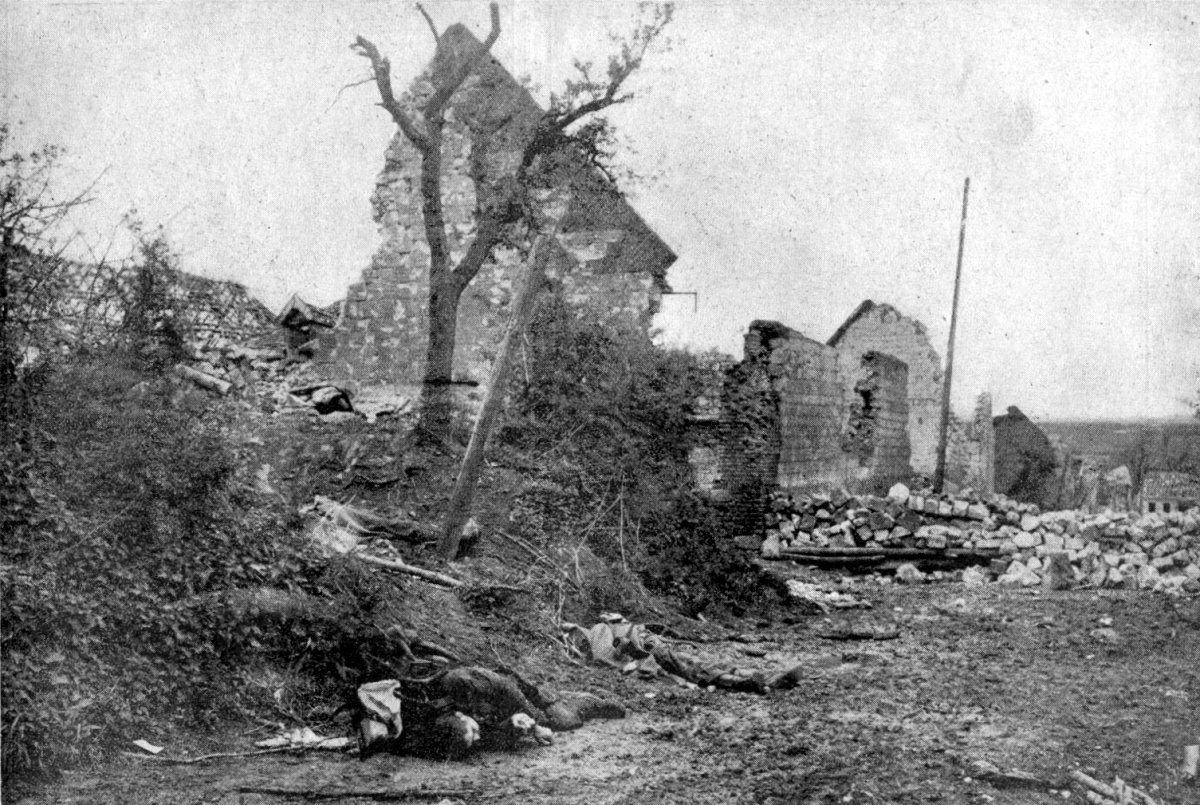
被法軍收復後的卡朗西，成了一片廢墟

5月初協約國發動了春季最後一次的攻勢，目標是收復維米岭。法軍第10軍團在經過6天砲轟後於5月9日發動攻擊，挺進了5公里遠。然而由於他們進入了德軍機槍巢的射區，且遭受其援軍的砲火的猛烈攻擊而被迫撤退。到了5月15日攻勢頓挫，但戰鬥一直持續到6月18日。
5月德軍於拉维尔欧布瓦（La Ville-aux-Bois）繳獲了一份記述法軍新式防禦系統的文件，其並非仰賴前線堅固的要塞工事，而是以一系列大量的預備隊進行持續的換防。前線以薄弱的兵力站哨，並建立一系列的強化陣地和儲備後備軍的工事。若有可予以利用的山坡，部隊將沿著坡面後方佈署堅守。守軍亦開始整合師級砲兵的指揮。 德軍高層指揮軍官對該計畫顯露出相當的興趣，其後來也成了對抗協約國進攻的彈性縱深防禦軍事學說。
1915年以秋「福克災害」（Fokker Scourge）已出現影響，協約軍的偵察機幾乎被逐出了天空，當時的偵察機被用於為砲兵引導和對敵軍要塞拍照，但協約軍因為德軍戰鬥機而近乎呈現失明的狀態。
1915年9月協約軍發動了主要攻勢第二次香檳戰役，法軍進攻香檳，而英軍則進攻洛斯。英軍負責承擔了控制更多前線以釋出更多法軍，後者也準備了整個夏天來發動本次攻擊，砲兵轟擊也經由多次的航拍仔細確認過目標點。攻擊於9月22日發起，而法軍的主攻則於25日展開，儘管砲兵轟炸並未摧毀全部的德軍鐵絲網和機槍點，仍於攻勢初期獲得了良好的成效。然而由於早已預見到本次的攻擊，德軍事先構築了一條縱深達8公里的新主防線。
另外在9月25日，英軍開始了對洛斯一地的突擊，作為香檳攻勢的助攻。這次的攻擊先由為時四天的彈幕轟炸、共25萬發砲彈和5,100筒的氯氣展開，主攻由兩個軍發起，另外還有兩個軍以上的兵力進行伊珀爾斯一帶的牽制性攻擊。9月15日，英军在卢斯附近施放的毒气，由于风向改变，結果造成英軍傷亡慘重，尤其是受到了德軍機槍的攻擊所致，整場攻擊在彈藥耗盡前只取得了有限的成果。10月13日英軍再度發動另一個較小規模的攻勢，收到較好的效果。12月英國遠征軍司令約翰·弗倫奇的職務由道格拉斯·黑格所替換。

## 1916年—火砲決戰與消耗戰

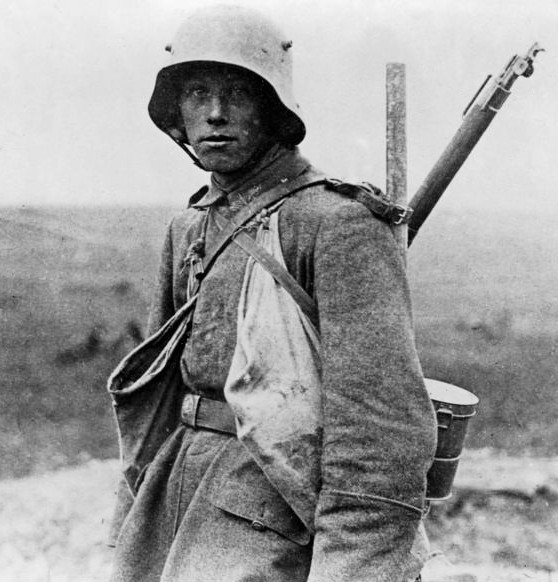
1916年，西線的德軍士兵。

德軍總參謀長艾里希·馮·法金漢認為己方無法突破目前的僵局，但可以藉由消耗戰、也就是造成法軍大量的傷亡來迫使其談和，因此他的新目標為「將法國的血流盡」。他制定兩種新型戰略，第一為以無限制潛艇戰的方式切斷聯軍從海外運回物資，第二為選定一個目標地，在該處對法國地面部隊造成重大的傷亡。為了能造成最大量的傷亡人數，他計畫攻擊一個法國在戰略位置與情感上皆不能放棄的目標，使其成為對法軍的陷阱。最後，法金漢選定了凡爾登一鎮，該地位處相當重要的戰略位置，四周被要塞所環繞且緊鄰於德軍防線，並位巴黎市的正前方。這項行動代號為「審判」（Gericht），而實際意義則為「處決地」。
法金漢制定一個限制在4.8至6.4公里的正面以集中火力攻擊，並防止敵軍突破進行反攻。他還嚴加管理大部分的儲備物資，僅提供剛好部隊發動攻擊所需的量。為了這次的攻擊，德軍還集中許多飛機於要塞附近，計畫制定階段之初時用其掃射空中敵人的偵察機，使德軍的砲兵觀測機和轟炸機可不受干擾的執行任務。然而到了五月，法軍以新佈署、裝備了的紐波爾戰鬥機的戰鬥機中隊反擊，凡爾登的上空頓時變成激烈的戰場，雙方不斷爭奪實行空中偵查的權力，體現出制空權的戰術價值。

### 凡爾登戰役
經過連九天的暴風雪延遲後，凡爾登戰役於1916年2月21日爆發。經過長達八小時的重砲轟擊後，凡爾登與其要塞出乎德軍意料之外的難以攻下，攻勢進度很慢。然而，大量的法軍仍陷於危機中，且杜歐蒙要塞失陷。儘管如此，法國的援軍部隊還是在2月28日成功檔下了德軍的攻擊。
德軍將其重點從法軍得以成功砲轟他們的死人山轉至北方。在經過一番激烈的戰鬥後，該區的高地於5月下旬被德軍所拿下。爾後法軍指揮自守勢主張的菲立普·貝當換成攻勢主張的羅貝爾·尼維爾，並於5月22日發動攻擊試圖收復杜歐蒙要塞，但輕易地被德軍所擊退。6月7日，德軍再佔領了沃堡（Fort Vaux），並在双光气化學武器的協助下推進了1200碼（1公里）的距離，最後於6月23日停止於凡爾登外最後的一座山脊。
在這夏天，法軍緩慢地挺進。藉由發展過的輪番彈幕攻勢，法軍於11月收復了沃堡，到了1916年12月藉由42個師兵力的輪調，將德軍自杜歐蒙逐退了2公里之遠。凡爾登戰鬥的激烈程度令其有著「凡爾登絞肉機」、「血肉磨坊」等稱呼，也同時成為了法國決心不惜犧牲獲取勝利的象徵。

### 索姆河戰役

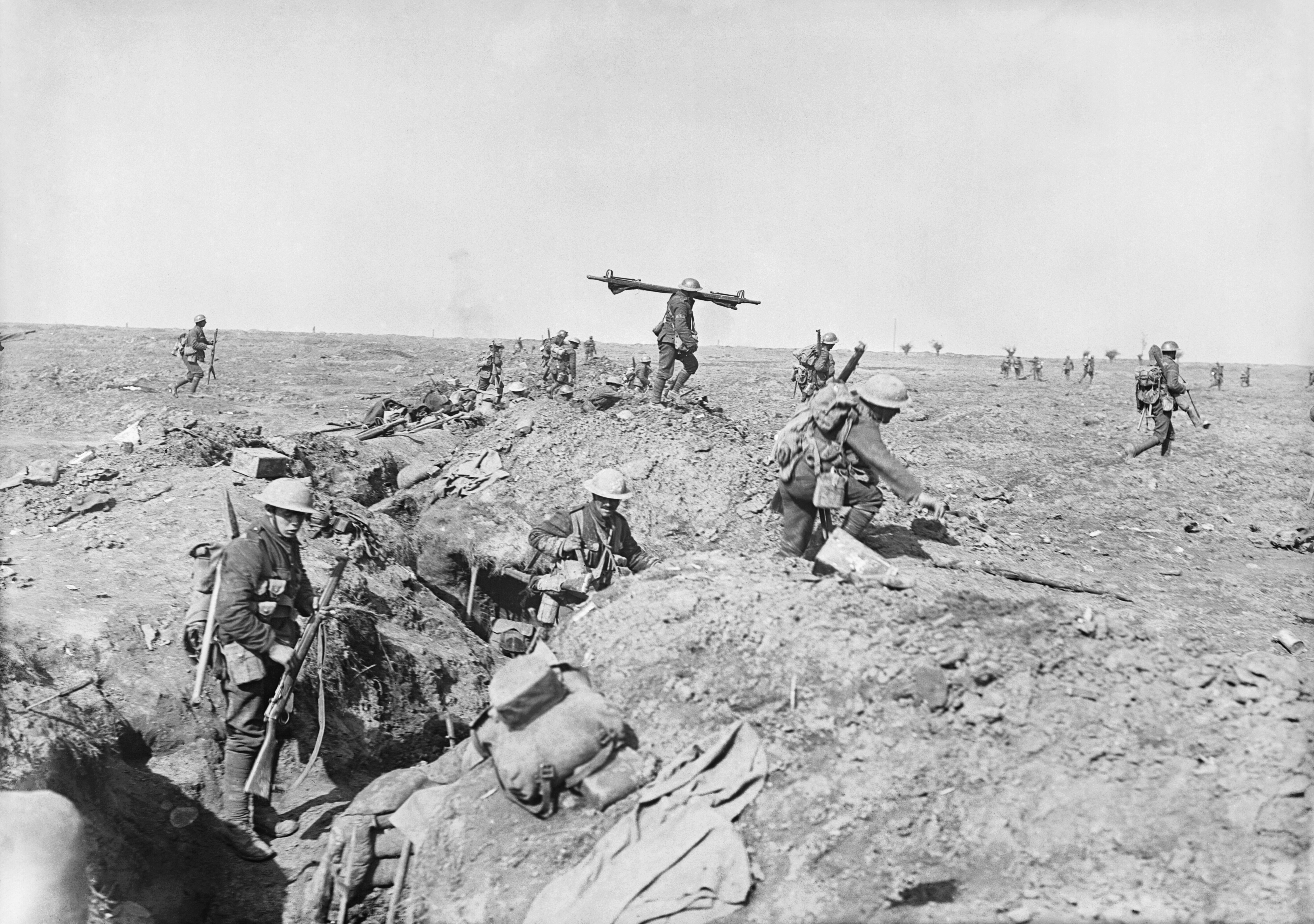
英軍步兵在金吉（Gingy）附近的壕溝中固守。

春季中協約軍指揮官一直關注著法軍在承受凡爾登激烈戰鬥而撤退後的戰力，原先計畫沿著索姆河進攻的行動因而被調整為以英軍作為主力，以減輕法軍和蒙受巨大損失的俄軍之壓力。7月1日，在經過為時一星期的重砲轟擊後，英軍師於皮卡第沿著整條索姆河發動進攻，另外還有5個法國師予以支援其右翼。戰鬥經驗豐富的法軍成功的挺進，但英軍砲兵火力既無破壞鐵絲網，亦無摧毀德軍之壕溝，造成攻擊計畫走調，以及創下英軍歷史上最高的單日傷亡人數，約達57,000人之多。
空戰方面，在凡爾登之後協約軍已配發了新式飛機，投入了本次攻勢。經由凡爾登的教訓後，協約軍的戰術目標已轉化成自德軍取得制空權，並大片越過索姆河進行對地掃射。協約軍成功的空中攻勢令德國空軍重新改組，雙方也改使用編隊式的戰術，而非以往的單機作戰。
經過重組後，戰鬥一直持續到7月，而8月，儘管德軍已增援其防線，英軍仍獲得了少許的成功。8月時，黑格將軍判斷突破低率不高，而改採一系列小單位的戰術攻擊，其作用為掃蕩前線來為大規模的火砲進攻作準備。

布爾柯特一帶的興登堡防線空照圖

索姆河之戰的最後階段，戰車首次被投入於戰場中使用，協約軍為本次進攻投入了13個英軍與其殖民地師，以及4個法國軍。在攻擊初期，聯軍稍有挺進約3.2至4.1公里，但因為戰車因數量不足以及機械零件頻繁出現問題而效果有限。10月至11月初，是為戰鬥的最後階段，再次地，協約軍以龐大的傷亡取得了有限的成果。總結下來，索姆河戰役才僅僅推進了8公里的距離，並未達到原訂作戰目標，英軍約死傷42萬人，法軍則約為20萬人，儘管數據有所爭議，德軍則被估計約有465,000人傷亡。
索姆河戰役直接引導發展出新的步兵戰術與組織，儘管在7月1日仍有巨大的傷亡人數，但部份師部隊已可實踐將傷亡控制到最小的目標。在研究損失與成果後，英軍與其殖民部隊重新使用了步兵排的概念，學習對小型戰術單位發展已久的德軍與法軍之戰術。在索姆河當時，英軍高層指揮堅持人數120的「連」已是最小的機動單位，但不到一年時間後，10人一組的「小隊」取代了其地位。
1916年8月，德軍領導層已因法金漢去職後，轉為保羅·馮·興登堡和艾里希·魯登道夫兩位將軍而大幅變動，同時也認知到凡爾登與索姆河的戰鬥耗盡了德軍的進攻能力，因此興登堡與魯登道夫決定德軍於1917年將在西戰場保持戰略守勢，而其實際的主力部隊則準備攻擊其他地區。在索姆河戰役進行時和冬季的幾個月時間內，德軍在其戰線後方建設了大規模的防禦工事，稱其為「興登堡防線」。此舉是為了縮短德軍所負擔的戰線，以騰出10個師留作他用。這條防線自阿拉斯南部一直連到聖昆丁，約縮短了德軍48公里的戰線。英軍長程偵察機首次於1916年11月發現了興登堡防線的建設工程。

## 1917-協約國攻勢

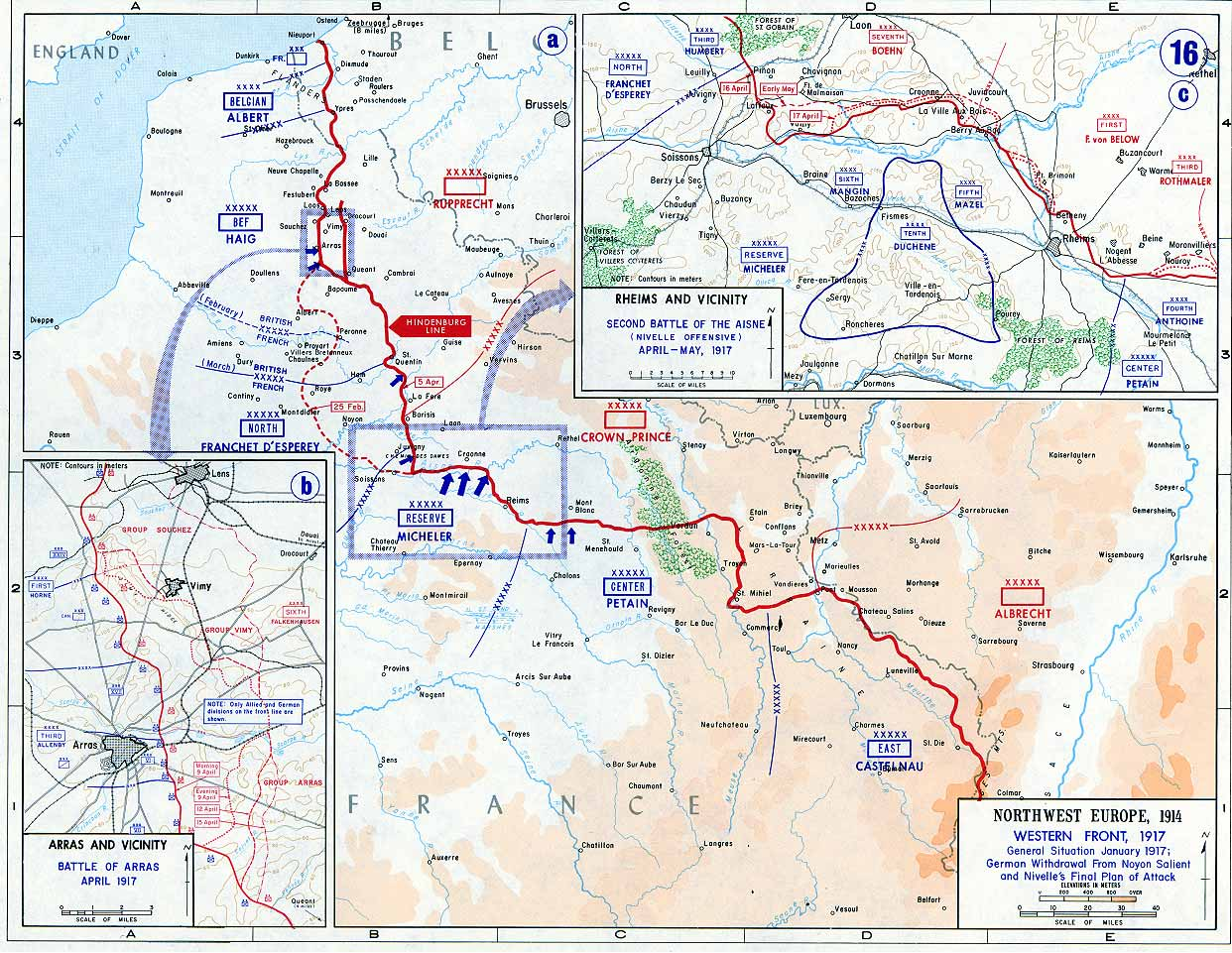
1917年的西線局勢

2月9日，德軍開始撤退至建立於距離前線2至30英里後方的興登堡防線，至4月5日撤退行動完全達成，同時也在離去前施以焦土政策在即將被協約軍所佔領的土地上。德軍這次的撤退使努瓦永突出部消失，令法軍攻擊兩側翼的計畫就此終結。然而，英軍繼續發動攻勢，英國戰爭部聲稱德軍的撤退乃是因為其在凡爾登和索姆河戰役中的傷亡過重所致（儘管協約軍傷亡較重）。
在這段時間裡，美國於4月6日對德國宣戰。美國如此決定的原因源自於1915年初「卢西塔尼亚号」客輪被德軍的無限制潛艇戰擊沉一事，德國軍方忌憚美國加入戰爭而將無限制潛艇戰暫停。然而因為德國國內民眾對於糧食短缺的現象抗議聲浪增高，政府又於1917年4月6日決定重啟無限制潛艇戰。根據德方的計算，若藉由軍艦和潛艇進行海上封鎖，將可在六個月的時間內逼英國退出戰爭，而美國要經過一年的時間才能對西線的戰事產生影響。德國的海上封鎖持續發揮作用，一直到英國引入了護航制度，大大減少了其商船損失為止。
在1916至1917年期間，英國陸軍於西線的兵力已經成長到相當於法軍總人數的三分之二。在1917年4月，英帝國軍隊發動了「阿拉斯戰役」。加拿大軍與英國第5步兵師攻擊德軍於維米岭的防線，但受到了相當慘重的傷亡。協約軍的攻擊最終因不再派出增援於該地而停止。
在1916與1917年間的冬季裡，德軍的空中戰術有了顯著的進步，除了在瓦朗謝訥開設了一家戰鬥機訓練學校外，還引進了較優的雙連裝砲飛機。德國航空隊力量的成長令協約軍的空中武力處於危險邊緣，特別是英國、葡萄牙、比利時和澳大利亞這類裝備過時飛機、缺乏訓練和戰術不佳的空中部隊。結果協約軍在索姆河後不再出現空中的勝利，並與德軍較量後得到慘重的損失。在阿拉斯戰役中，英國損失了316名空勤人員、加拿大損失114名，但德軍僅損失44人，這後來被皇家飛行軍團稱呼為「血腥四月」。

### 尼維爾攻勢
同月，法軍總司令尼維爾下令對德軍壕溝發動一場新攻勢，冀望以其獲得決定性的勝利。這個攻勢被稱作「尼維爾攻勢」（這也令日後戰事爆發地點—贵妇小径大為出名），共集結了120萬人和大量的戰車，並事先進行了一星期之久的火砲轟擊。然而，這個法軍即便有兩個俄軍旅部隊的幫助，這場攻勢的進展很糟，協約軍必須通過被自軍砲擊而毀損嚴重的地區，該區又是不便移動的向上地形。此外，計畫細節也被自興登堡防線撤出的德軍部隊擾亂、保密已經失效、天空也因為被德軍把持制空權而難以進行偵查。一星期內，法軍陣亡10萬人。面對這樣的傷亡結果，尼維爾下令繼續攻擊到5月，並承諾若仍無法突破德軍防線的話就將攻勢終止。
5月3日，自凡爾登戰役倖存的法國第2殖民師拒絕了它所收到的命令，不僅喝醉了還將武器丟棄，而他們的軍官既沒有要懲罰整個師的意思，也沒有迅速採取嚴厲的措施來規範。最终嘩變自54個法軍師蔓延開來，後來有2萬人受到了處罰，而其他繼續攻擊的協約軍卻付出了大量的傷亡。但此此嘩變並非放棄戰爭，而是拒絕進攻，堅持防守。5月15日，尼維爾被撤換，由中止大規模攻擊的貝當將軍繼任法軍總司令一職。在8月的凡爾登突擊和10月的馬爾梅松戰役法軍成功大敗德軍，使得低迷的氣勢逐漸恢復。但尼維爾攻勢的失敗依舊成為法軍戰略的轉折點，自此便不再願意發動大規模攻勢來避免傷亡，同時也正安撫法國士兵、令其對軍方高層恢復信心。

### 英軍的攻勢、美軍抵達歐陸

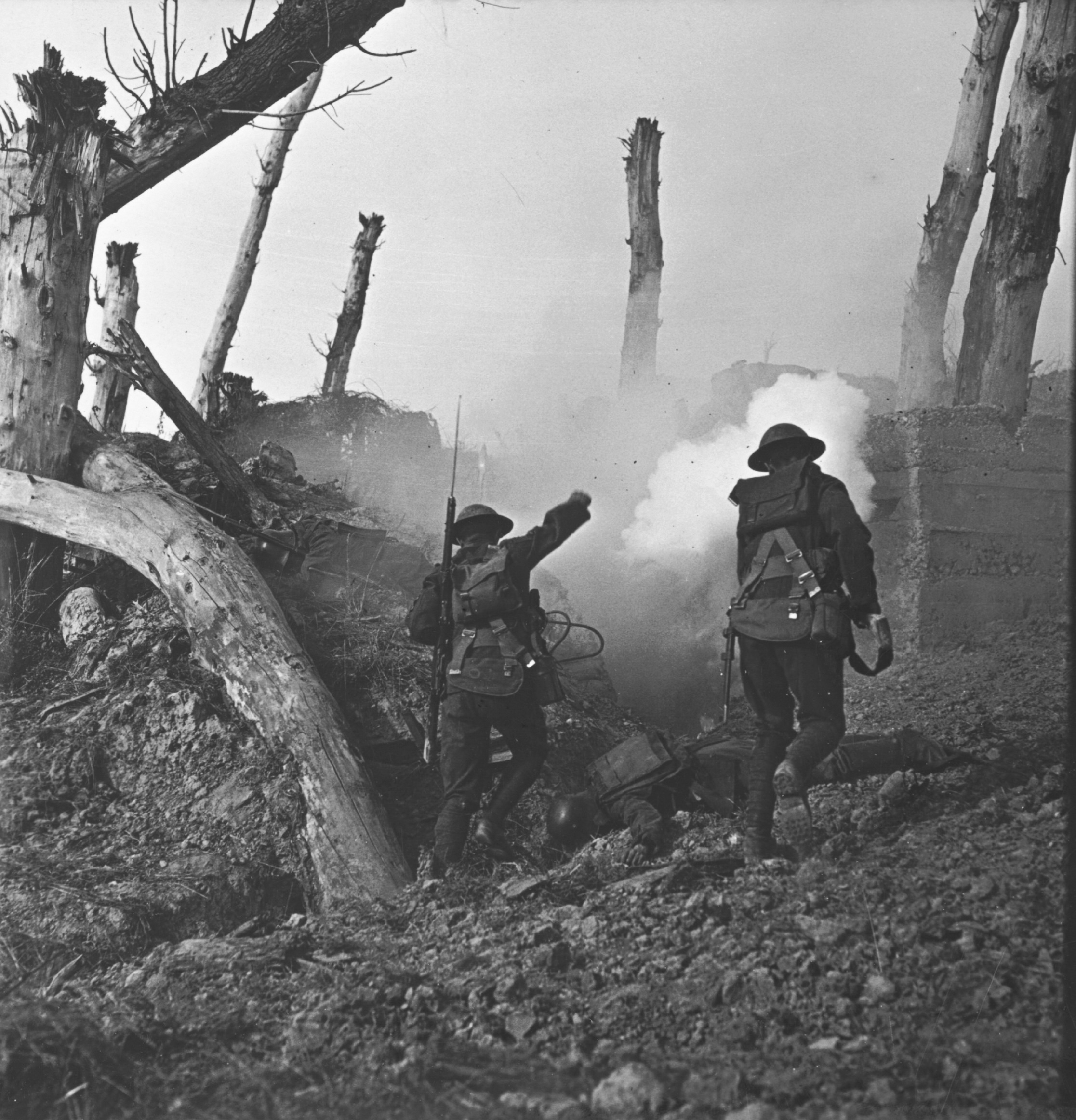
兩位美軍士兵跨過死於碉堡內的兩名德軍屍體。

6月7日，英軍發動對伊珀爾斯以南的梅西纳山脊的攻勢，以收復於1914年第一次和第二次伊珀爾斯戰一中失去的土地。自1915年起，英國「皇家工程隧道連」部隊即成功挖通了山脊，於德軍防線附近埋藏了500噸的炸藥，並以21枚地雷作為誘爆物。在經過英軍連續四天的砲擊後，其中有19枚地雷引爆炸藥，造成一萬名德軍士兵陣亡。接連的攻勢也不斷倚賴重砲彈幕，但仍未能擊退德軍。本次攻勢同樣地，再起初獲得了成功，隨後又因為砲擊造成的殘破地形、泥濘而使得攻勢挺進困難，雙方都傷亡慘重。
1917年7月11日，在英軍遂行攻勢期間，德軍引入了一種新武器，可藉由火砲將一發發的毒氣彈射出。毒氣因受制於砲彈大小而裝填量有限，故為達到成本效益，德軍選擇了芥子氣作為毒氣彈填充物，這是一種非常強效的起泡劑。德軍砲兵針對選定的目標而集中大量的毒氣，芥子氣還有長期滯留的特性，可以停留於一地達數天之久、令敵軍士氣下降。在用過光氣後，德軍與協約軍開始於接下來的戰事中普遍地使用毒氣，而協約軍也開始大量生產毒氣以供化學戰使用。
7月3日，第一批美軍部隊抵達法國，是為「美國遠征軍」。然而，美軍士兵一直到10月前，都未以師級部隊的規模進入壕溝作戰。這些陸續抵達的部隊還尚須訓練和裝備才能發揮作用，需要數個月的時間才有實質的戰鬥力，故此時的美軍僅被配發支援性的任務。但撇開這點來說，美軍的適時抵達給予了協約軍喘息的時間，讓他們可以恢復日益低迷的士氣。
自7月31日起，一直打到11月10日，兩軍一直圍繞於伊珀爾斯進行戰鬥，這次的戰役被稱作「帕森达勒战役」（也可說是「第三次伊珀爾斯戰役」，但帕森达勒戰役為該戰鬥的最終階段）。英軍原先目標為突破德軍防線，威脅其設於比利時沿岸的潛艇基地，但之後英軍挺進受到較高（且較為乾燥）伊珀爾斯周圍的地形限制而變得困難，儘管也因為如此而不再受到德軍砲兵偵查到其部隊行徑。參加過維米嶺戰役和70號高地戰役的加拿大老兵部隊也加入了疲憊的澳新軍團與英軍，儘管下了大雨和蒙受慘烈的傷亡，他們仍於10月30日拿下了帕森达勒一地。再一次地，產生大量傷亡的攻勢行動僅獲得相對較小的成果，然而英軍趁著天氣乾燥的時候取得了較小，但不可或缺的成果。戰事進行期間，該區地面變得普遍泥濘和佈滿彈痕，使得該區補給任務日漸困難，令攻勢挺進變得更難執行。
戰鬥結束後，雙方傷亡人數加起來超過50萬人。本次攻勢也成為了英國歷史學家稱作「血腥而徒勞無功的屠殺行動」，而德方則稱其為「戰爭中最大的折磨」。索姆河戰役和帕森达勒戰役也成為了英國遠征軍總司令黑格將軍最受爭議的兩場戰鬥。

### 康布雷戰役
11月20日，英軍發動了首次集結大規模戰車兵力的康布雷戰役。聯軍用324輛戰車（其中另外三分之一用作預備隊）和12個師的兵力對德軍2個師發動攻擊。為了保有奇襲的效果，英軍並未發動砲擊；僅在戰車部隊前放出煙霧。這些戰車前面還裝上許多柴捆，用作橫越壕溝和寬達4公尺的德軍反戰車陷阱；還有特殊的「抓鉤戰車」（grapnel tanks）可將德軍架設的帶刺鐵絲網推開。英軍最初的攻擊獲得了成功，其在六小時內所挺進的距離還超過了歷時四個月的第三次伊珀爾戰役，並僅有4,000名英軍傷亡。
然而英軍的攻勢因為形成了一個難以防守的突出部，並遭到德軍強烈的反擊，後者於11月30日以空中掩護和自軍的戰車將英軍逐回原位置。儘管最後雙方並未取得決定性結果，這次攻擊卻被視為聯軍與德軍運用戰車橫越壕溝攻擊的成功例子，同時德軍也首次於西線大量使用「突擊部隊」，其使用步兵的滲透戰術、成功穿透了聯軍防線，並迅速地挺進到後方。

## 1918年—德軍最後的攻勢

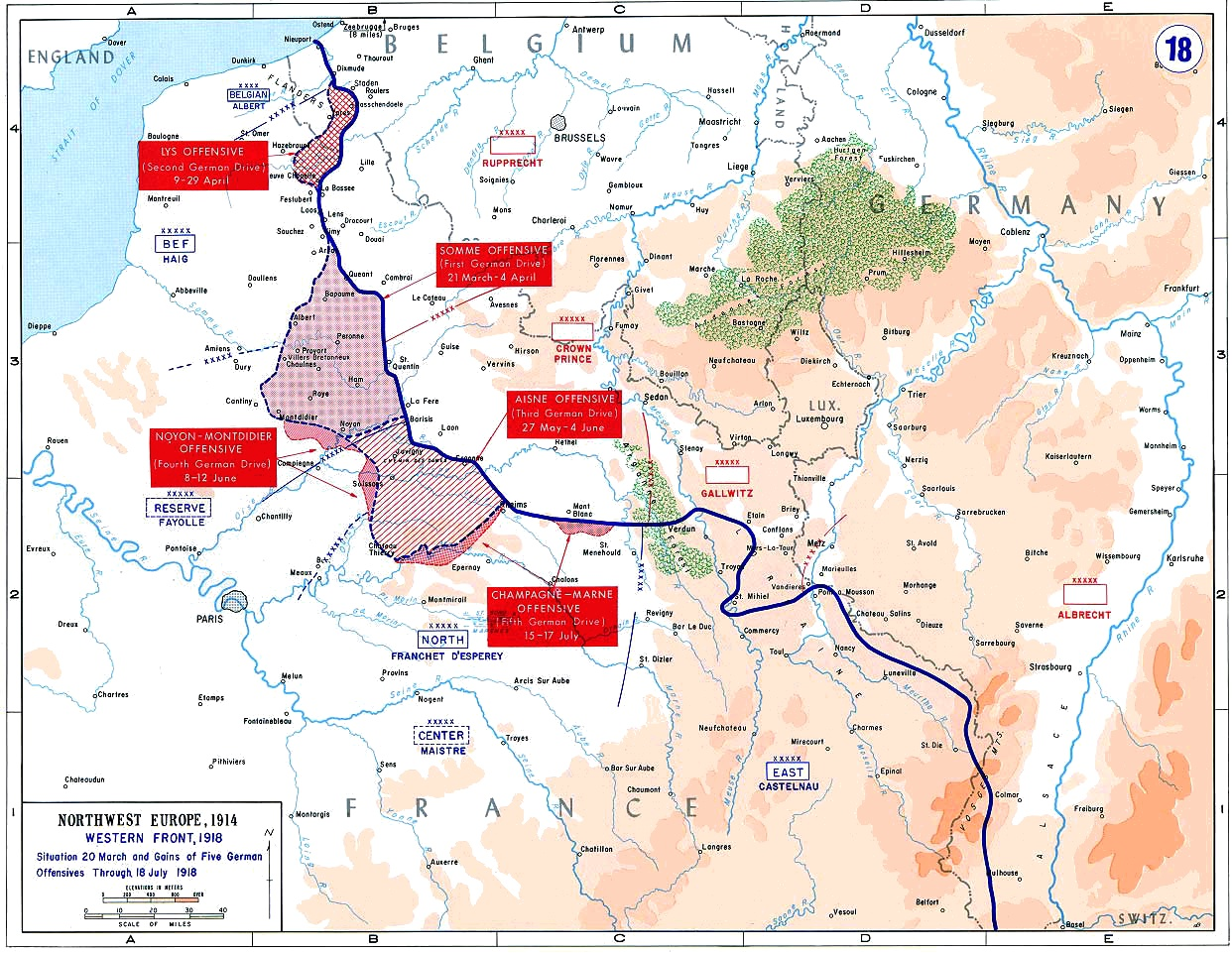
1918年德軍攻勢地圖

隨著聯軍攻突破德軍在康布雷的防線，魯登道夫與興登堡認為德軍剩下的唯一勝利機會就是在春季發動一個決定性的攻勢，要在美軍大批軍力抵達歐陸前讓西線局勢穩定下來。1918年3月3日，東線因為《布列斯特-立陶夫斯克條約》的簽訂而停戰，俄羅斯退出了戰爭。因為條約獲得的俄國領土讓德軍仍須使用大批兵力佔領，與日後二戰的情形一樣，對軍隊調動佈署有不良影響。但仍然使德軍騰出33個師佈署到西線。加上部份東線調來的部隊後，德軍在西線上有了兵力的優勢，以192個師來對抗聯軍178個師，其調來的部隊也因為長時間的休息而實力較為完整。魯登道夫從部隊中選出各個戰鬥經驗較豐富的單位重新訓練，組成一個個素質較高的突擊部隊，作為此攻勢的攻擊主力，其他部隊則相對裝備短缺，戰力低下。聯軍方面，依舊缺少一個統一指揮機關，英法兩軍也因為歷經長期的耗損，無論是士氣還是人力皆不足，而進入戰爭不久的美軍也尚未具有戰鬥的能力。
魯登道夫的進攻戰略為將英軍與法軍分離，突破聯軍防線後逼使前者退卻到海峽港口，將其殲滅。這場攻勢將結合新式的突擊戰術、地面攻擊機、戰車和仔細策劃過的砲擊行動，其中後者還包括使用毒氣攻擊。3月21日，德军发动5次主要进攻的第1次。德軍春季攻勢的第一階段—麥克爾作戰非常成功，幾乎要將聯軍部隊分離，並在頭8天內挺進了65公里，戰線也西移了100公里，是自1914年馬恩河戰役失敗後以來，第一次讓巴黎再度暴露在德軍砲擊距離內。因於這次的攻勢，聯軍終於整合出一個統一的指揮系統，費迪南·福煦將軍被任命為法境內全部聯軍之總指揮，整合過的聯軍現已更能應對德軍的進攻，將局勢逐漸轉為消耗戰。自五月起，美軍也逐漸顯示出其重要性，並在坎蒂格尼戰役取得了他們第一次的勝利。到了夏季，每個月有30萬名美軍士兵抵達歐洲。共有210萬美軍士兵在戰爭結束前被佈署到前線戰鬥，其反攻行動對阻止德軍重新大規模集結兵力有重要的作用。

### 聯軍的最後攻勢

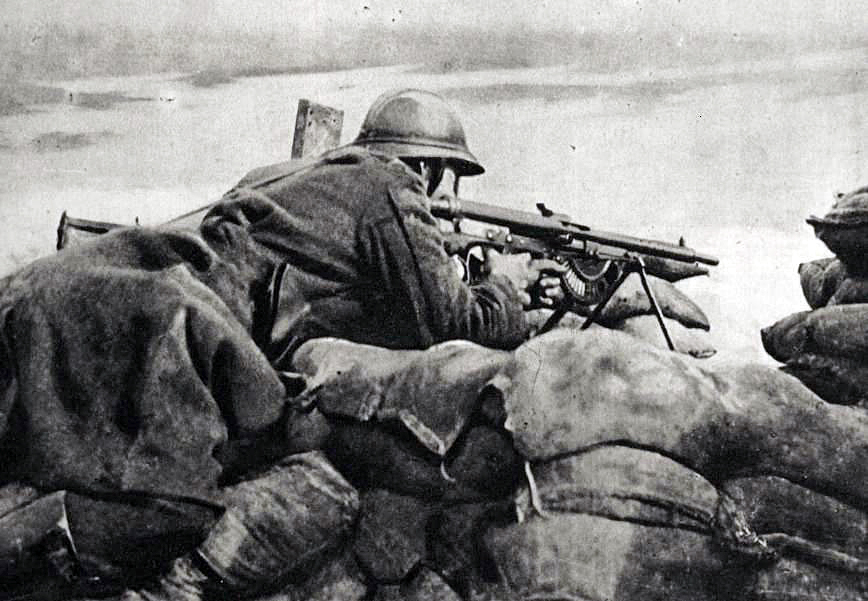
1918年前線上的比利時軍機槍手

7月，法軍在第二次馬恩河戰役初期的第四次香檳戰役決定性的擋住德軍進攻，接著福煦對馬恩河突出部上的德軍發動攻勢，並在8月將其消除。兩天後，再發動了第二波攻勢，一路挺進到亞眠北部。此次攻擊由加拿大和澳大利亞軍作先鋒，以英法為主力，再加上600輛戰車與800架飛機的支援，最終聯軍獲得決定性的成功，興登堡因此說8月8日是「德國陸軍最黑暗的日子」。
德軍人力已因為四年長期的戰爭而枯竭，國家本身也累積巨大的社會與經濟壓力。聯軍以216個師對付德軍兵員不足的197個師，8月開始的百日攻勢為德軍崩潰的最後一根稻草，其開始大批向聯軍投降。在聯軍突破德軍防線的不久，马克斯·冯·巴登親王於10月被任命為德國總理以進行和平談判。由於魯登道夫拒絕和談，他被迫下台並逃到了瑞典。戰鬥仍在繼續，當德軍撤退時，德國已發生革命，成立了新政府。很快地，德國政府與聯軍簽署了停戰協定，並在11月11日全面停火（國殤紀念日）。德意志帝國君主制政府崩潰，而魯登道夫的繼任者威廉·格勒納將軍認為，為了防止如前年俄羅斯發生的革命，必須支持溫和派的社民黨領袖弗里德里希·艾伯特，而非霍亨索倫皇室人員。

## 結果
| 戰役             | 年        | 聯軍                  | 德軍                  |
| ---------------- | --------- | --------------------- | --------------------- |
| 第一次馬恩河戰役 | 1914      | 263,000               | 256,000               |
| 第一次伊珀爾戰役 | 1914      | 126,921 - 161,921     | 134,315               |
| 凡爾登戰役       | 1916      | 379,000 - 400,000     | 337,000 - 355,000     |
| 索姆河戰役       | 1916      | 623,907               | 434,000 - 445,000     |
| 第二次埃納河戰役 | 1917      | 187,000               | 163,000               |
| 第三次伊珀爾戰役 | 1917      | 200,000 - 448,000     | 260,000 - 400,000     |
| 皇帝會戰         | 1918      | 851,374               | 688,341               |
| 百日攻勢         | 1918      | 1,069,636             | 1,172,075             |
| 總傷亡人數       | 1914-1918 | 3,619,838 - 4,077,838 | 2,948,389 - 3,297,683 |

儘管德國在其他戰區獲得勝利，但西線的失敗最終令其政府與盟國向協約聯軍求和。其和平協議由法國、英國和美國所主導，於1919年巴黎和會所制定，並在1919年6月由德國新政府簽署《凡爾賽條約》。
該條約內容有效地削弱了德國的經濟與軍事力量，並將其邊境省份—阿爾薩斯-洛林割給法國，使得德國工業所需的煤受到很大的限制。協約國也將萊茵河西岸規劃成「薩爾地區」，由英法兩國管理並進行非軍事化。同時基爾港也被開放進行國際貿易。該條約也徹底重新劃分了東歐版圖。它還嚴格限制了德國武裝力量之規模，陸軍僅能保有10萬人，並禁止擁有海軍和空軍。德國公海艦隊也被押送到英國的斯卡帕灣投降，但在前者艦長秘密發布的命令下，德國水兵紛紛將其軍艦鑿沉，以表示對凡爾賽條約的不滿。
德國於1919年破產，其國內人民處於半挨餓的狀態，也沒有與世界其他國家進行貿易。聯軍還佔領了萊茵河沿岸城市科隆、美因茨和科布倫茨，將其修建令德國日後可支付賠款。在德國公眾間開始傳出一個謠言（源自陸軍參謀長興登堡）：德軍的戰敗並非因為軍方「優秀領導」的過失，而是應歸咎在國內的左派團體。這觀點後來被納粹黨人用作推翻威瑪共和國的宣傳說詞，這些內容在之後演變成為刀刺在背傳說並被他們所利用。
法國在戰爭中受創嚴重，除了其總人口與傷亡人數的比例比任何一個大國來的高之外，其東北方工業區也在戰爭被徹底摧毀。在德國佔領時，這些被佔領的省份要輸出生產40%的煤和58%的鋼鐵到德國，而當德國敗色漸濃時，魯登道夫下令將法國和比利時的煤礦坑炸毀，以削弱德國在歐洲的主要勁敵。為了防止未來德國再度入侵，法國沿著其與後者的邊界修築了規模巨大的防禦工事，即是日後知名的馬奇諾防線。
這場在戰壕中進行的戰爭造就了該世代大批的殘廢軍人與寡婦，其空前的生命損失也令大眾對戰爭的看法有所改變，導致日後同盟國不願積極對抗阿道夫·希特勒的政策（該人也是一戰的老兵）。這場戰爭的後續影響也一直持續至今。

## 衍生的大眾文化
| - 《高空王牌》（1976年電影） - 《黑水洋彼岸》（1939年小說，拉杰·阿南德（Raj Anand）著） - 《西线无战事》（1929年小說，埃里希·玛利亚·雷马克著） - 《西線無戰事》（1930年電影） - 《西線無戰事》（1979年電視劇） - 《西線無戰事》（2022年電影） - 《戰地之花》（1925年電影） - 《深入防锁线》（1916年電影） - 《奇袭60阵地》（2010年電影） - 《鸟语》（1994年小說，赛巴斯蒂安·福克斯（Sebastian Faulks）著） - 《黑爵士四世》（1989電視劇） - 《藍徽特攻隊》（1966年電影） - 《黎明侦察》（1930年與1938年電影） - 《空戰英豪》（2006年電影） - 《將軍》（1932年小說，塞西尔·斯科特·福雷斯特著） - 《将军死在床上》（1936年小說，查里斯·耶爾·哈里森（Charles Yale Harrison）著） - 《大幻影》（1937年電影） - 《強尼上戰場》（1971年電影） - 《聖誕快樂》（2005年電影） - 《1914西部戰線、1914 The Western Front》（2014年電影 語言 / 法文） | - 《国王与国家》（1964年電影） - 《燃情岁月》（1994年電影） - 《迷路的大軍》（1919年電影、2001年電視重製版） - 《帕森达勒戰》（2008年電影） - 《光榮之路》（1957年電影） - 《天使的愤怒》（1997年小說，阿蘭·費雪（Alan Fisher）著） - 《約克軍曹》（1940年電影） - 《終極戰役》（1999年電影） - 《战火下》（1916年小說，亨利·巴布斯（Henri Barbusse）著） - 《未婚妻的漫長等待》（2004年電影） - 《戰爭》（1977年小說，蒂莫西·芬得利（Timothy Findley）著，後改編為電影） - 《西线1918》（1930年電影） - 《光荣何价》（1926年電影） - 《光荣何价》（1952年電影） - 《翼》（1927年電影） - 《木十字架》（1932年電影） - 《戰馬》（2011年電影） - 《1917》（2019年電影） |

## 資料來源
1. ↑  . Spartacus Educational.   [2009-01-07]. （原始内容存档于2008-12-02）.
2. ↑  Cockfield 1999，第ix頁.
3. ↑  Rodrigues, Hugo. . The First World War.   [2007-01-26]. （原始内容存档于2007-09-29）.
4. ↑  . The Great War in a Different Light.   [2009-01-03]. （原始内容存档于2012-01-17）.
5. 1 2  McRandle, James H.; Quirk, James. . The Journal of Military History. July 2006, 70 (3): 667–701  [2008-07-28]. doi:10.1353/jmh.2006.0180. （原始内容存档于2020-04-09）.—見第12號表格作者的總結。
6. ↑  Various 2003，第159頁
7. ↑  Griffith 2004，第9頁
8. ↑  Griess 1986，第22-24、25-26頁
9. ↑  Various 2003，第254頁
10. ↑  Griffiths 2003，第30頁
11. ↑  Griess 1986，第29-30頁
12. ↑  Smith, Audoin-Rouzeau & Becker 2003，第33頁
13. ↑  Zuckerman 2004，第23頁
14. ↑  Terraine 2002，第78-175頁
15. ↑  Mombauer, Annika. . The Historian. 2006, 68 (4): 747–769  [2008-02-01]. doi:10.1111/j.1540-6563.2006.00166.x.
16. ↑  Griess 1986，第31-37頁
17. 1 2  Kennedy 1989，第265-6頁
18. ↑  Barton 2005，第17頁
19. ↑  Rickard, J. . historyofwar.org. August 25, 2007  [2007-11-22]. （原始内容存档于2011-06-09）.
20. ↑  Baker, Chris. .   [2007-11-22]. （原始内容存档于2012-03-19）.
21. ↑  Fuller 1992，第165頁
22. ↑  Lyons 2000，第112頁
23. ↑  Fuller 1992，第166-7頁
24. ↑  Fuller 1992，第172-3頁
25. ↑  Jones 2002，第22-3頁
26. ↑  Spick 2002，第326-327頁
27. ↑  Payne, David. . The Western Front Association. December 2004  [2008-02-06]. （原始内容存档于2007-12-09）.
28. ↑  Yoon, Joe. . Aerospaceweb.org. April 22, 2007  [2008-02-06]. （原始内容存档于2008-10-13）.
29. ↑  Granatstein & Morton 2003，第40頁
30. ↑  Smith, Audoin-Rouzeau & Becker 2003，第79-80頁
31. ↑  Herwig 1997，第165頁
32. ↑  Lupfer 1981，第1-36頁
33. ↑  Campbell 1981，第26-27頁
34. ↑  Bailey 2004，第245頁
35. ↑  Samuels 1995，第168-171頁
36. ↑  Palazzo 2000，第66頁
37. ↑  Hartesveldt 2005，第17頁
38. ↑  Warner 2000，第4-31頁
39. ↑  Wiest 2005，第xvii頁
40. ↑  Lyons 2000，第141頁
41. 1 2  Knox 2007，第153頁
42. ↑  Hull 2005，第295-296頁
43. ↑  Foley 2005，第207-208頁
44. ↑  Marshall 1964，第236-7頁
45. ↑  Campbell 1981，第40頁
46. ↑  Lyons 2000，第143頁
47. ↑  Martin 2001，第28-83頁
48. ↑  Jones & Hook 2007，第23-24頁
49. ↑  Foley 2005，第224頁
50. ↑  Lichfield, John. . The Independent. February 21, 2006  [2011-04-13]. （原始内容存档于2015-04-09）.
51. ↑  Griess 1986，第71-72頁
52. ↑  Campbell 1981，第42頁
53. ↑  Bailey, George. . Management Decision. 2005, 43 (1): 56–71. doi:10.1108/00251740510572489.
54. ↑  Prior & Wilson 2005，第280-281頁
55. ↑  Watson 2008，第11頁
56. ↑  WikiSysop. . Canadian Soldiers wiki. March 19, 2007  [2007-10-10]. （原始内容存档于2007-09-26）.
57. 1 2  Herwig 1997，第246-252頁
58. ↑  Dockrill & French 1996，第68頁
59. ↑  Marshall 1964，第288-289頁
60. ↑  Griess 1986，第144-145頁
61. ↑  Campbell 1981，第71頁
62. ↑  Cockfield 1999，第91-114頁
63. ↑  Lyons 2000，第243頁
64. ↑  Marshall 1964，第292頁
65. ↑  Bostyn 2002，第227頁
66. ↑  Fuller 1992，第173-174頁
67. ↑  Griess 1986，第124頁
68. ↑  . The Long, Long Trail. Milverton Associates Limited.   [2006-08-10]. （原始内容存档于2013-07-07）.
69. ↑  Marshall 1964，第317頁
70. ↑  Paschall 1994，第115-116頁
71. ↑  Lupfer 1981，第40頁
72. ↑  Herwig 1997，第393-397,400-401頁德軍共有40個步兵師和3個騎兵師留在東方的佔領區。
73. ↑  Marshall 1964，第353-7頁
74. ↑  Ekins 2010，第24頁
75. ↑  Griess 1986，第155-156頁
76. ↑  Kennedy 1989，第266-302頁其中102個法國師、60個英帝國師、42個美國師（其相當於其他師規模的兩倍）和12個比利時師。
77. ↑  Herwig 1997，第426-428頁
78. ↑  Griess 1986，第163頁
79. ↑  Herwig 1997，第446頁
80. ↑  Massie 2004，第787頁
81. ↑  Duffy, Michael. . FirstWorldWar.com. July 2000  [2007-10-16]. （原始内容存档于2017-12-30）.
82. ↑  Herwig 1996，第87-127頁
83. ↑  Chickering & Förster 2000，第297頁
84. ↑  Marshall 1964，第460頁
85. ↑  Alexander 2003，第180頁
86. ↑  Adamthwaite 1989，第25-26頁